# Zona metamorfica
Una zona metamorfica è una zona cartografabile che presenta le stesse associazioni mineralogiche e quindi la stessa facies metamorfica.
Le varie zone metamorfiche sono delimitate dalle linee isograde, ossia linee aventi ugual grado metamorfico. Le linee isograde vengono infatti identificate dalla comparsa o dalla scomparsa di una determinata associazione mineralogica. Un aspetto interessante delle linee isograde è la possibilità di correlarle alla temperatura a cui è stata sottoposta la roccia durante il metamorfismo: infatti molti minerali si formano a temperature specifiche, consentendo quindi la realizzazione di una carta con le linee isoterme del metamorfismo.  